# Buzz Schneider
William Conrad „Buzz“ Schneider (* 14. September 1954 in Grand Rapids, Minnesota) ist ein ehemaliger US-amerikanischer Eishockeyspieler. Bei den Olympischen Winterspielen 1980 gewann er als Mitglied der US-amerikanischen Nationalmannschaft die Goldmedaille.

## Karriere
Buzz Schneider begann seine Karriere als Eishockeyspieler an der University of Minnesota, für deren Eishockeymannschaft er von 1973 bis 1975 am Spielbetrieb der National Collegiate Athletic Association teilnahm. Mit seiner Mannschaft gewann er 1974 und 1975 jeweils den Meistertitel der Western Collegiate Hockey Association sowie 1974 zusätzlich den Meistertitel der NCAA. In der Saison 1975/76 nahm er mit dem Team USA an dessen Olympiavorbereitung teil. Den Großteil der Saison 1976/77 verbrachte der Flügelspieler bei den Hampton Gulls aus der Southern Hockey League. Für die Mannschaft erzielte er in 42 Spielen 36 Scorerpunkte, davon 14 Tore. Zudem kam er in dieser Spielzeit zu einigen Einsätzen für die Birmingham Bulls aus der World Hockey Association, die Springfield Indians aus der American Hockey League sowie die Oklahoma City Blazers aus der Central Hockey League. Von 1977 bis 1979 war er Stammspieler bei den Milwaukee Admirals aus der International Hockey League, ehe er während der Saison 1979/80 erneut mit dem Team USA an der Vorbereitung für die Olympischen Winterspiele teilnahm. Zuletzt spielte er von 1980 bis 1983 für den SC Bern in der Schweizer Nationalliga A, ehe er seine Karriere bereits im Alter von 28 Jahren beendete.   

### International
Für die USA nahm Schneider an den Olympischen Winterspielen 1976 in Innsbruck und 1980 in Lake Placid teil, wobei er 1980 mit seiner Mannschaft die Goldmedaille gewann. Zudem stand er im Aufgebot seines Landes bei der B-Weltmeisterschaft 1974 sowie den A-Weltmeisterschaften 1975, 1976 und 1982. 

## Erfolge und Auszeichnungen
- 1974 MacNaughton-Cup-Gewinn mit der University of Minnesota
- 1974 NCAA-Division-I-Championship mit der University of Minnesota
- 1975 MacNaughton-Cup-Gewinn mit der University of Minnesota

### International
- 1974 Aufstieg in die A-Weltmeisterschaft bei der B-Weltmeisterschaft
- 1980 Goldmedaille bei den Olympischen Winterspielen